# سنتز شیمیایی

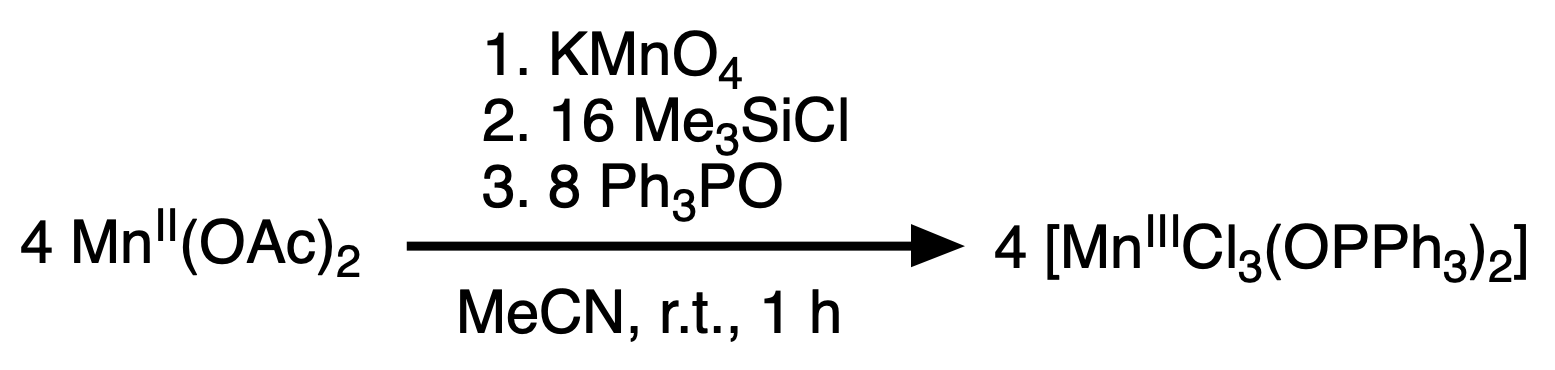
سنتز MnCl3(OPPh3)2

سنتز شیمیایی (به انگلیسی: Chemical synthesis) به عملی درون گرا گفته می‌شود که طی آن یک ماده توسط واکنش شیمیایی از مواد اولیه ساخته می‌شود.
A + B → AB
مثال‌هایی برای سنتز شیمیایی:
۲Na + Cl2 → ۲NaCl (تشکیل نمک طعام)
S + O2 → SO2 (تشکیل دی‌اکسید گوگرد)
4Fe + 3O2 →2 Fe2O3 (زنگ زدن آهن)
CO2 + H2O → H2CO3 (حل شدن دی‌اکسید کربن در آب و تشکیل اسیدکربنیک)

## سنتز شیمیایی چیست؟
سنتز شیمیایی فرآیندی است که در آن مواد شیمیایی ساده‌تر به مواد پیچیده‌تر تبدیل می‌شوند. این فرآیند در شیمی آلی و معدنی به کار می‌رود و به تولید مواد جدید، داروها، پلیمرها، و سایر محصولات شیمیایی منجر می‌شود.

## مراحل سنتز شیمیایی
مراحل اصلی سنتز شیمیایی به شرح زیر است:
1. انتخاب واکنش‌دهنده‌ها: شناسایی مواد اولیه مناسب که بتوانند با هم واکنش دهند.
2. شرایط واکنش: تعیین دما، فشار، کاتالیزورها، و حلال‌های مناسب برای واکنش.
3. انجام واکنش: اجرای واکنش در شرایط تعیین‌شده.
4. جداسازی و خالص‌سازی: جداسازی محصول از واکنش‌دهنده‌های باقی‌مانده و ناخالصی‌ها.
5. توصیف و شناسایی: تعیین ساختار و خواص محصول نهایی با استفاده از روش‌های مختلف شیمیایی و فیزیکی.

### چند نمونه سنتز شیمیایی
1. سنتز آمین‌ها: آمین‌ها می‌توانند از واکنش آمونیاک با الکل‌های اولیّه یا آلدهیدها تولید شوند.
2. سنتز پلیمرها: پلیمرها از واکنش مونومرها در حضور کاتالیزورها تولید می‌شوند، مانند پلی‌اتیلن که از پلیمریزاسیون اتیلن به دست می‌آید.
3. سنتز داروها: داروها معمولاً از واکنش‌های چند مرحله‌ای و پیچیده به دست می‌آیند. به عنوان مثال، سنتز آسپرین از واکنش استیلاسیون اسید سالیسیلیک با انیدرید استیک.

سنتز شیمیایی نقش مهمی در توسعه و تولید محصولات جدید و بهبود فرآیندهای صنعتی دارد.